# 東武志
東 武志（あずま たけし、1978年6月3日 - ）は日本の俳優。埼玉県川口市出身。身長175cm、体重73kg。特技は空手、アクション、殺陣。2013年7月まで株式会社サンディに所属、演劇プロデュース集団アトリエッジのメンバーであったが退団。
2013年9月15日、東プロダクションを設立。

## 出演
- 大河ドラマ（NHK）
  - 『篤姫』 - 久坂玄瑞 役
  - 『八重の桜』 - 竹村幸之進 役
  - 『真田丸』 - 平岩親吉 役
  - 『西郷どん』 - 幻之丞 役
- 舞台「飛行機雲」〜DJから特攻隊へ愛をこめて〜
- 舞台「ぞめきの消えた夏」〜グァム戦乱舞闘〜
- ラジオ「東武志のドリームゲート」毎週日曜　22:00〜23:55（全国コミュニティーFM・ロサンゼルスTJS）
- BS時代劇『塚原卜伝』（NHK） - 鹿島景幹」役
- 『逃亡医F』 第1話（2022年1月15日、日本テレビ）

### Web
- 東武志＆土井成樹 モッテコ書店 （2010年02月25日）